# Ferocactus fordii
Espèce
Synonymes
- Echinocactus fordii Orcutt (basionyme)[2]
- Ferocactus fordii var. fordii[2]

Statut de conservation UICN

VUB1ab(iii,v) : Vulnérable
Ferocactus fordii est une espèce de cactus de la famille des Cactaceae et du genre Ferocactus, endémique du nord-ouest du Mexique.

## Description

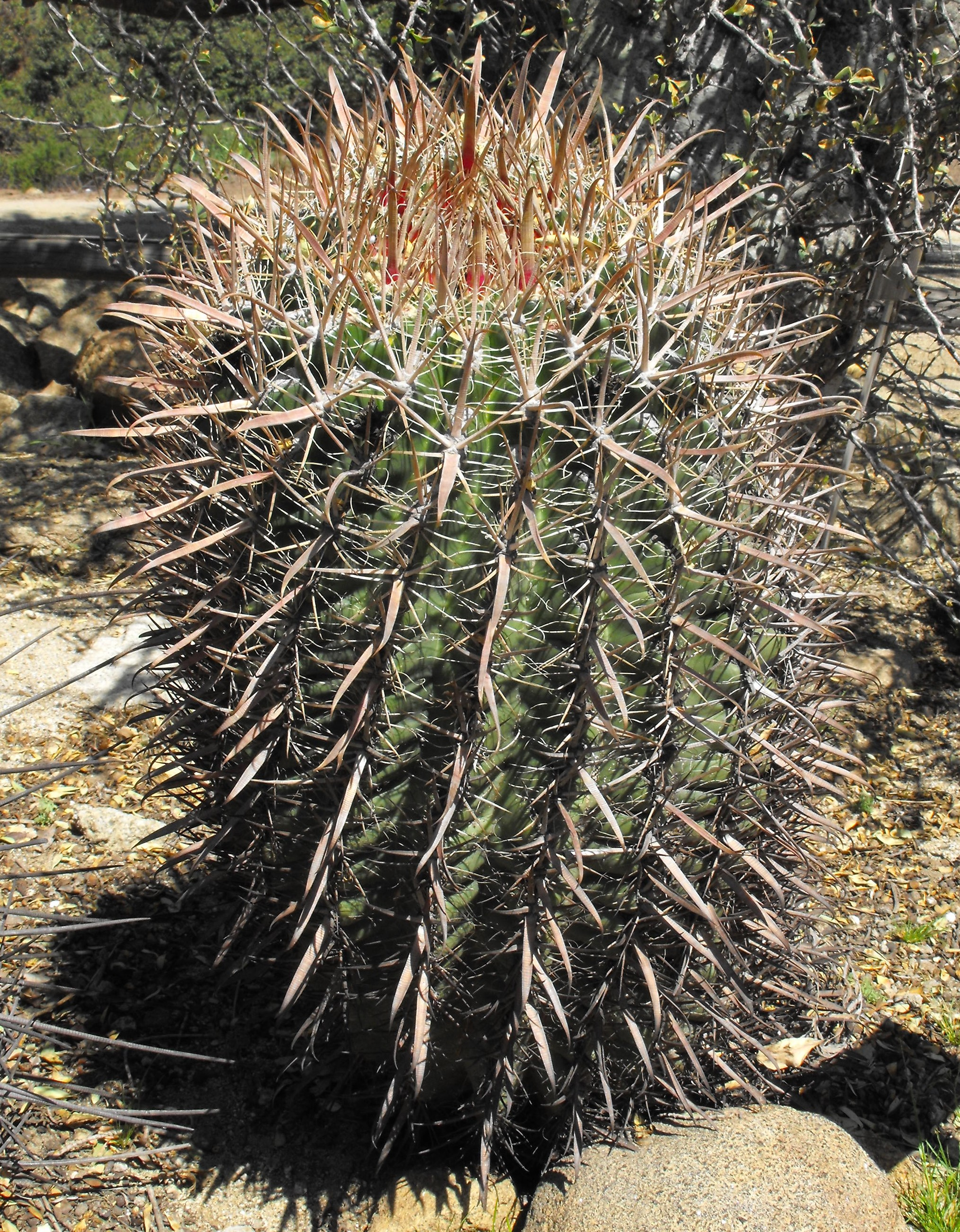
Ferocactus fordii.

Cette espèce de cactus à la forme sphérique présente de grandes épines qui poussent de manière radiale autour de petites fleurs roses. Elle mesure environ 50 centimètres de diamètre et ses fleurs 4 centimètres. 

## Répartition
Découverte en Basse-Californie au Nord-Ouest du Mexique, cette espèce est définie comme une espèce endémique de l'État du Mexique.

## Liste des variétés et sous-espèces
Selon Tropicos (28 mars 2021) :
- sous-espèce Ferocactus fordii subsp. borealis N.P. Taylor
- sous-espèce Ferocactus fordii subsp. fordii
- variété Ferocactus fordii var. fordii
- variété Ferocactus fordii var. grandiflorus G.E. Linds. ≡ Ferocactus chrysacanthus subsp. grandiflorus (G.E. Linds.) N.P. Taylor